# Чергізел
Чергізел (рум. Cerghizel) — село у повіті Муреш в Румунії. Адміністративно підпорядковане місту Унгень.
Село розташоване на відстані 257 км на північний захід від Бухареста, 14 км на південний захід від Тиргу-Муреша, 74 км на південний схід від Клуж-Напоки, 125 км на північний захід від Брашова.

## Населення
За даними перепису населення 2002 року у селі проживали 492 особи.
Національний склад населення села:
| Національність | Кількість осіб | Відсоток |
| -------------- | -------------- | -------- |
| румуни         | 454            | 92,3%    |
| цигани         | 31             | 6,3%     |
| угорці         | 7              | 1,4%     |

Рідною мовою назвали:
| Мова      | Кількість осіб | Відсоток |
| --------- | -------------- | -------- |
| румунська | 476            | 96,7%    |
| угорська  | 16             | 3,3%     |